# Jakob Senn (Maler)
Jakob Senn (* 22. Mai 1790 in Liestal, Kanton Basel-Landschaft; † 4. Januar 1881 in Basel) war ein Schweizer Fassadenmaler, Maler und Lithograph.

## Leben und Werk
Senn lebte ab 1796 in Basel und verbrachte dort sein ganzes restliches Leben. Von seinem Bruder Johannes Senn erlernte er die Flachmalerei, und bei Hieronymus Hess wurde er später zum Lithographen ausgebildet. Wie sein Bruder war er in den 1820er Jahren an den Restaurierungsarbeiten des Rathauses Basel beschäftigt und war als Flachmaler ab 1824 Mitglied der Zunft zum Himmel.
Als Autodidakt hatte sich Senn beachtliche Fähigkeiten in der Ölmalerei angeeignet. So malte er vorwiegend historische Ereignisse, Szenen aus dem Basler Stadtleben und Porträts. Um sich von seinem älteren Bruder zu unterscheiden, signierte Senn zumeist mit «Jb. Senn jüng.».
Senn wurde vor allem mit Lithographien und Karikaturen populär, die «Heldentaten» der Städter und die «Schandtaten» der Landschäftler während und nach der Basler Kantonstrennung darstellen und ihn so als Parteigänger der städtischen Seite kennzeichnen. Sein Bruder war dagegen ein glühender Baselbieter Patriot. Zusammen mit ihm beteiligte sich Senn 1840 an den Turnusausstellungen des Schweizerischen Kunstvereins.
Senn heiratete 1824 die aus Bettingen stammende Anna Katharina, geborene Senn. Zusammen hatten sie vier Kinder. Nach dem Tod seiner Frau heiratete er 1845 die aus La Chaux-de-Fonds stammende Anna Maria, geborene Allemand.